# San Shou
| San Shou                                     | San Shou  |
| -------------------------------------------- | --------- |
| Modernes Sanshou-Sport – „Sanda“, China 2004 |           |
| Chinesische Bezeichnung                      |           |
| Langzeichen                                  | 散手      |
| Kurzzeichen                                  | 散手      |
| Pinyin                                       | sànshǒu   |
| Jyutping                                     | saan2sau2 |
| Yale                                         | san sáu   |
| Alternative Bezeichnung                      |           |
| Langzeichen                                  | 散打      |
| Kurzzeichen                                  | 散打      |
| Pinyin                                       | sàndǎ     |
| Jyutping                                     | saan2daa2 |
| Yale                                         | san dá    |

San Shou – orthographisch nach Pinyin: Sanshou – (chinesisch 散手 – „Freihand“) ist eine wichtige grundlegende Partnerübung für den realen Zweikampf im traditionellen chinesischen Wushu. Diese Übung der äußeren Kampfkünste steht den Tuishou-Übungen der inneren Kampfkünste entgegen.
Im modernen chinesischen Wushu kennt man es meist unter dem jüngeren Begriff Sanda – 散打 – „Freikampf“. Das moderne Sanshou – 現代散手 / 现代散手 oder modernes Sanda – 現代散打 / 现代散打, meist kurz „Sanda“ genannt, beinhaltet viele Aspekte traditioneller chinesischer Verteidigungs- und Kampfkunstelemente, aber auch Elemente aus anderen Kampfsystemen. Entsprechend gehören typische Elemente der Kampfkunst wie Tritte – tī, 踢 – „treten“ und Schläge – dǎ, 打 – „schlagen“ ebenso wie Würfe – shuāi, 摔 – „zu Boden werfen“, Grappling – ná, 拿 – „greifen“, beispielsweise durch Hebel und Würgegriffe sowie Takedowns und Sweeps – diē, 跌 – „stürzen“ als besondere Elemente des Sanshous dazu.

## Prinzip und Technik
San Shou ist ein formloses Nahkampfsystem, welches eine Synthese traditioneller chinesischer Kampftechniken darstellt.
Während der Republikanischen Ära (1912–49) wurde das traditionelle San Shou als modernes Nahkampfsystem „Sanda“ in der Whampoa-Militärakademie in Guangzhou entwickelt. Nach der Gründung der Volksrepublik China wurden in den 50er-Jahren des 20. Jahrhunderts durch die Volksbefreiungsarmee ausgewählte chinesische und andere asiatische sowie westliche Kampfkunststile untereinander kombiniert und ergänzt. Das sportliche San Shou – wettkampforientiertes Sanda – wurde dann später von einigen Wushu-Lehrern neben den modernen Taolu-Formen als Wettkampfform entwickelt.
Im Vordergrund des Trainings steht die Verbesserung der kämpferischen Fähigkeiten und Kenntnisse, die für den realistischen Zweikampf notwendig seien, während dem Perfektionieren von Formen keine Bedeutung zugemessen wird.

## Lehrplan
Der verallgemeinerte moderne Lehrplan, der in modernen Wushu-Schulen praktiziert wird, besteht aus verschiedenen traditionellen Kampfstilen aus China und dem westlichen Boxen, basiert jedoch hauptsächlich auf wissenschaftlicher Effizienz. Wushu Sanda besteht aus chinesischen Kampfkunstanwendungen, die die meisten Aspekte des Kampfes umfassen, einschließlich Schlagen und Ringen. Als Wushu Sanda jedoch als Sport entwickelt wurde, wurden aus Sicherheitsgründen und um es als gewaltfreien Sport zu fördern, Einschränkungen vorgenommen. Beispiele für solche Einschränkungen waren das Verbot von Schlägen auf den Hinterkopf, die Kehle, die Wirbelsäule oder die Leistengegend sowie die Unterbrechung des Kampfes, wenn einer der Kämpfer zu Boden fällt. Viele Schulen, ob traditionell oder modern, praktizieren es jedoch als Allround-Kampfsportsystem ohne Einschränkungen und passen ihr Training lediglich an die Wettkampfregeln vor der Veranstaltung an. Sanda-Turniere sind eine der beiden von der International Wushu Federation anerkannten Disziplinen.